# Optimol Ölwerke
Optimol Ölwerke (kurz: Optimolwerke; vollständig: Optimol Ölwerke Industrie GmbH) ist der Name eines ehemaligen Mineralölunternehmens zur Veredelung von Mineralöl zu Schmierölen. Es hatte seinen Sitz im Münchner Stadtteil Berg am Laim in unmittelbarer Nähe zum Münchner Ostbahnhof.

## Geschichte

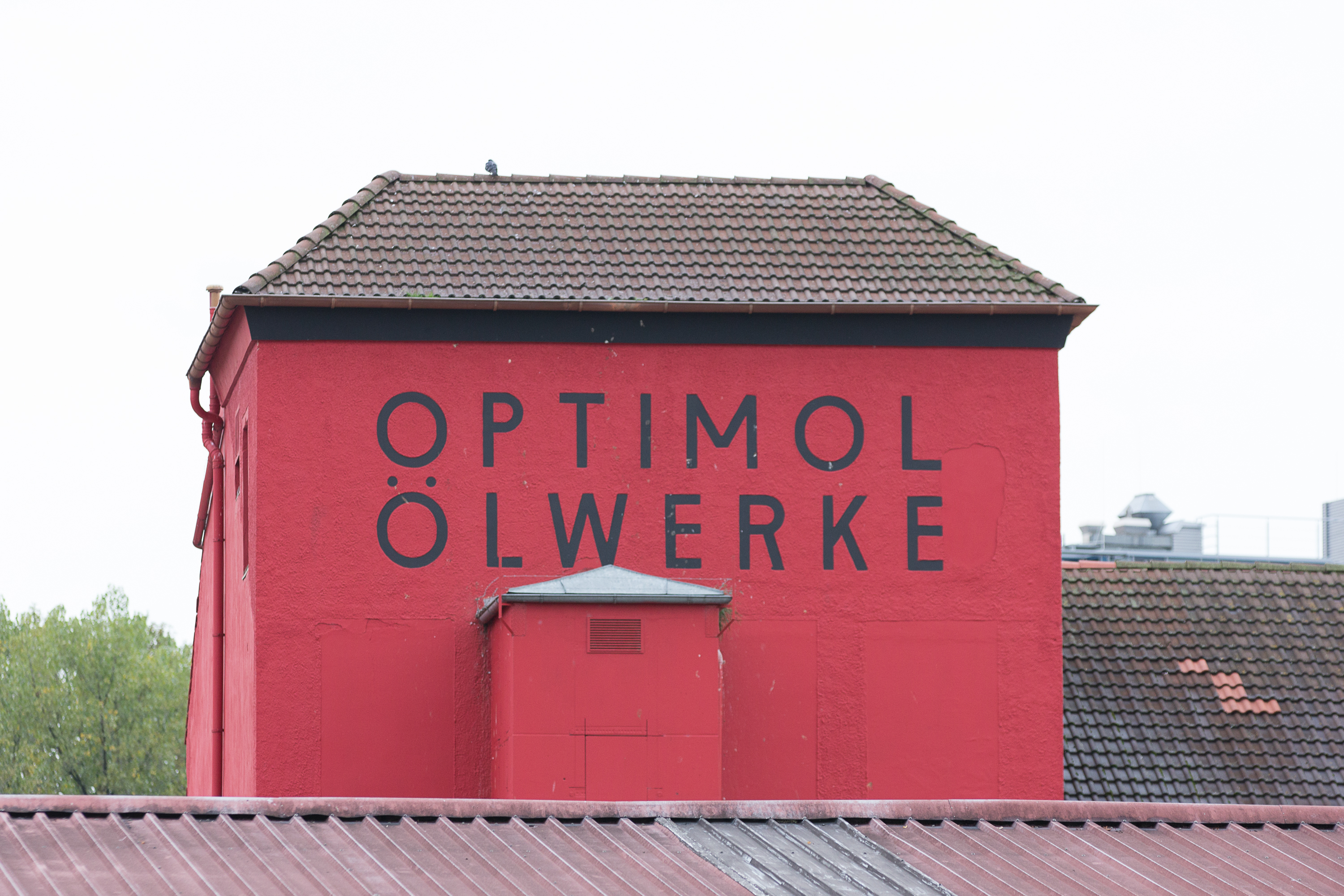
Historisches Überbleibsel der ursprünglichen Optimol Ölwerke (siehe auch historisches Bild unter Weblinks) aus der Mitte des 20. Jahrhunderts (2012)

Gegründet wurden die Werke 1920 zunächst als Handelsunternehmen für Schmierstoffe von Heinrich Maltz, gelernter Drogist, der sich auf Öle spezialisierte. Den Firmennamen bildete er aus lateinisch optimum oleum (deutsch bestes Öl). Im Jahr 1932 kaufte er das Grundstück hinter dem Ostbahnhof und errichtete 1935 dort ein erstes Labor. Der Zweite Weltkrieg bedeutete eine erhebliche Zäsur, aber bald nach dem Krieg erhielt er von der amerikanischen Militärregierung die neue Produktionsgenehmigung.
Ab 1958 wuchs Heinrich Norbert Maltz (Foto unter Weblinks), Sohn des Firmengründers, in die Geschäftsführung hinein. Er hatte beruflich Zeit im Vereinigten Königreich verbracht und bei deutschen Automobilfirmen hospitiert. Während sich die Ehefrau des Gründers weiterhin um das Finanzielle kümmerte, konnte sich ihr Sohn Heinrich Norbert auf das technisch Fachliche konzentrieren. So gedieh das Unternehmen weiter. Es ging um stetiges Optimieren, Automatisieren und Spezialisieren, um die Sicherheit der Produktionsanlagen, die Fertigung, die Produktqualität, die Abfüllung und den Vertrieb weiter zu verbessern.
Auch Heinrich Manfred Maltz, der Enkel des Firmengründers trat in das Geschäft ein. Es wurde spezielle Messtechnik etabliert, um die Qualität der produzierten Öle, Fette und Schmierpasten besser kontrollieren zu können und weiter zu erhöhen. Im Jahr 1969 wurde auch ein erster Computer beschafft, der damals zwei ganze Räume eines Nachbarhauses füllte. Die Optimolwerke entwickelten sich zum Weltmarktführer für Hochleistungs-Schmierstoffe und hatten etwa 150 Mitarbeiter in München sowie weitere 200 weltweit in 54 Auslandsniederlassungen. Sie belieferten Industriebetriebe aller Art. Dazu gehörten Kraftfahrzeughersteller, Zeitungsdruckereien, Backfabriken sowie Bundesbahn und Bundeswehr.
Die Optimol Ölwerke blieben bis 1992 im Besitz der Familie Maltz und wurden dann verkauft. „Mein Vater hat auf dem Höhepunkt der Firma verkauft“ lobt der Enkel des Firmengründers die Entscheidung seines Vaters. Das Grundstück blieb im Familienbesitz.
Der Käufer Castrol reichte Optimol 2024 an die finnische Telko weiter.

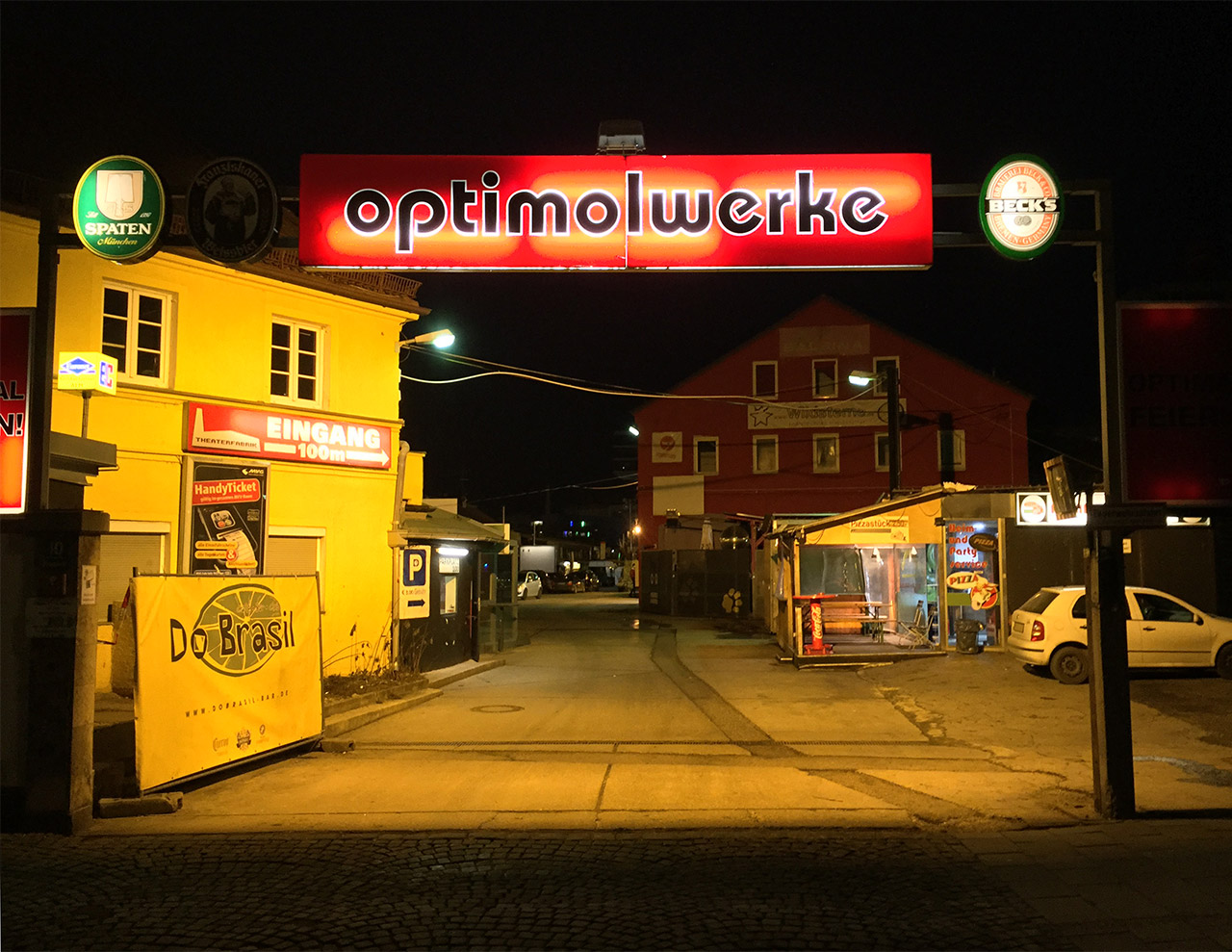
Von 2003 bis 2018 diente das ehemalige Werksgelände als Club-Areal.

In der Folge wurde das ehemalige Werksgelände, unmittelbar neben der bekannten Feiermeile Kunstpark Ost (KPO) liegend, ebenfalls zu einem Club- und Party-Areal namens Optimolwerke (Bild) umfunktioniert. Dieses schloss im Januar 2018 und wurde abgerissen. An dessen Stelle entstehen neue Kultur-, Büro- und Wohngebäude sowie Verkehrs- und Parkanlagen des Münchner Werksviertels.